# アバターシリーズ
『アバター』（Avatar）シリーズは、ジェームズ・キャメロンが監督し、ライトストーム・エンターテインメントが製作、20世紀スタジオ（ウォルト・ディズニー・スタジオ）が配給するSF映画のシリーズ。世界観を共有するテレビゲームやテーマパークの乗り物などがある。 
2009年12月18日に公開された第1弾『アバター』は、世界歴代1位の興行収入を記録している。『アバター』の公開1週間前の2009年12月11日に、20世紀フォックスからシリーズ化が発表された。 
『アバター』の続編4作品は衛星パンドラを舞台としつつ各々で完全に独立した物語が展開される。

## 映画
| 作品                                  | 公開日                        | 監督                   | 脚本家                                                         | 製作                                    | 状態                 |
| ------------------------------------- | ----------------------------- | ---------------------- | -------------------------------------------------------------- | --------------------------------------- | -------------------- |
| アバター                              | 2009年12月18日 2009年12月23日 | ジェームズ・キャメロン | ジェームズ・キャメロン                                         | ジェームズ・キャメロン ジョン・ランドー | 公開済み             |
| アバター:ウェイ・オブ・ウォーター     | 2022年12月16日                | ジェームズ・キャメロン | ジェームズ・キャメロン リック・ジャッファ&アマンダ・シルヴァー | ジェームズ・キャメロン ジョン・ランドー | 公開済み             |
| アバター:ファイヤー・アンド・アッシュ | 2025年12月19日                | ジェームズ・キャメロン | ジェームズ・キャメロン リック・ジャファ&アマンダ・シルバー     | ジェームズ・キャメロン ジョン・ランドー | ポストプロダクション |
| アバター4                             | 2029年12月21日                | ジェームズ・キャメロン | ジェームズ・キャメロン シェーン・サレルノ                      | ジェームズ・キャメロン ジョン・ランドー | 撮影中               |
| アバター5                             | 2031年12月19日                | 未定                   | 未定                                                           | ジェームズ・キャメロン ジョン・ランドー |                      |

### アバター（2009）
舞台は2154年。物語は、アルファ・ケンタウリ系惑星ポリフェマス最大の衛星パンドラを舞台にした壮大な戦いに焦点を当てている。パンドラでは、人間の入植者とパンドラの原住民であるナヴィが、地球の資源とナヴィの存続をめぐって戦争を繰り広げる。この映画のタイトルは、映画の登場人物たちが原住民と交流するために使用した、人造ナヴィを指している。 

### アバター:ウェイ・オブ・ウォーター（2022）
1作目から10年後を舞台に、パンドラの海の民メトカイナ族のもとに身を寄せたジェイクたちと地球人の戦いを描く。本作は当初、2014年12月の公開が予定されていたが、何度か延期されたのち、最終的に2022年12月16日に公開されることが決定した。制作は2017年8月に開始。2018年10月に終了した。2022年12月16日に公開された。

### アバター:ファイヤー・アンド・アッシュ（2025）
3作目は2作目に続き、2025年12月19日に公開を予定している。2010年半ばのインタビューでは、3作目はアルファ・ケンタウリ星系をより深く掘り下げていくことが示唆されていたが、脚本は2015年後半まで完成していなかったため、変更されている可能性がある。さらに2つの続編が計画されているが、その公開は第2作と第3作の成功にかかっている。

### アバター4（2029）
4作目は2029年12月21日に公開を予定しており、シェーン・サレルノが共同脚本を担当している。

### アバター5（2031）
5作目が発表され、2031年12月19日に公開を予定している。

## その他メディア

### アバター THE GAME（2009）
『アバター THE GAME』（Avatar: The Game）は、『アバター』（2009）の前日譚となるサードパーソン・シューティングゲームで、シガニー・ウィーバー、スティーヴン・ラング、ミシェル・ロドリゲス、ジョヴァンニ・リビシが役柄を再演している。キャスティングと音声制作はBlindlightが担当。まだタイトル未定の続編が製作中であることが報じられていた。 

### Toruk – The First Flight（2015）
『Toruk - The First Flight』は、『アバター』の何世紀も前を舞台にしたシルク・ドゥ・ソレイユによるツアー作品で、パンドラでナヴィ・エントゥとラルーが幼いトルークを飼いならそうとする姿が描かれている。 

### アバター：フロンティア・オブ・パンドラ（未定）
『アバター：フロンティア・オブ・パンドラ』（Avatar: Frontiers of Pandora）は、Massive Entertainmentが開発する一人称のアクションアドベンチャーゲーム。当初は2022年に発売予定だったが、延期された。

## キャスト

### アバター (2009)
- ジェイク・サリー（英語版） - サム・ワーシントン
- ネイティリ（英語版） - ゾーイ・サルダナ
- マイルズ・クオリッチ大佐（英語版） - スティーヴン・ラング
- グレイス・オーガスティン博士 - シガニー・ウィーバー
- パーカー・セルフリッジ - ジョヴァンニ・リビシ
- ノーム・スペルマン博士 - ジョエル・ムーア
- マックス・パテル博士 - ディリープ・ラオ
- Corporal Lyle Wainfleet - マット・ジェラルド
- モアト - CCH・パウンダー
- トゥルーディ・チャコン - ミシェル・ロドリゲス
- エイトゥカン - ウェス・ステュディ
- ツーテイ - ラズ・アロンソ

### ウェイ・オブ・ウォーター
- トノワリ - クリフ・カーティス
- フランシス・アードモア将軍 - イーディ・ファルコ
- ミック・スコーズビー船長 - ブレンダン・カウエル（英語版）
- イアン・ガーヴィン博士 - ジェマイン・クレメント

### タイトル不明
- Dr. Karina Mogue - ミシェル・ヨー
- Varang - ウーナ・チャップリン
- ヴィン・ディーゼル[13]
- CJ・ジョーンズ
- デヴィッド・シューリス

## 評価
2009年12月18日に劇場公開された第1弾の製作費は2億3700万ドルでマーケティング費用は推定1億5000万ドルとなっている。本作は、全世界で27億8,979万6,974ドルの興行収入を記録し、長年世界歴代興収1位の座を維持してきた。その後「アベンジャーズ　エンドゲーム」に世界興行収入で抜かれたが、中国市場で再上映されたことにより世界総興収が28億0020万ドルになり、再び首位に返り咲いた。この映画は、ビデオゲームやガイドブック、その他関連グッズも多数発売されている。批評家からの評価も高く、多くの賞を受賞している。 

### 興行成績
| 映画                              | 公開日                        | 興行収入総額        | 興行収入総額         | 興行収入総額         | 興行ランキング | 興行ランキング | 製作費                     | 参照   |
| 映画                              | 公開日                        | 北米                | その他の地域         | 全世界               | 北米           | 全世界         | 製作費                     | 参照   |
| --------------------------------- | ----------------------------- | ------------------- | -------------------- | -------------------- | -------------- | -------------- | -------------------------- | ------ |
| アバター                          | 2009年12月18日 2009年12月23日 | 7億6,050万7,625ドル | 20億2,917万2,169ドル | 27億8,967万9,794ドル | ＃3            | ＃2            | 2億3,700万ドル             | [ 15 ] |
| アバター:ウェイ・オブ・ウォーター | 2022年12月16日                |                     |                      |                      |                |                | 3億5000万〜4億ドル（推定） | [ 16 ] |
| アバター3                         | 2025年12月19日 未定           |                     |                      |                      |                |                |                            |        |
| アバター4                         | 2029年12月21日 未定           |                     |                      |                      |                |                |                            |        |
| アバター5                         | 2031年12月19日 未定           |                     |                      |                      |                |                |                            |        |
| 合計                              | 合計                          | 7億6,050万7,625ドル | 20億2,917万2,169ドル | 27億8,967万9,794ドル |                |                |                            |        |

### 批評
| 映画                              | Rotten Tomatoes     | Metacritic       | CinemaScore |
| --------------------------------- | ------------------- | ---------------- | ----------- |
| アバター                          | 82％（316レビュー） | 83（38レビュー） | A           |
| アバター:ウェイ・オブ・ウォーター | 77%（391レビュー）  | 67（68レビュー） | A           |
| アバター3                         |                     |                  |             |
| アバター4                         |                     |                  |             |
| アバター5                         |                     |                  |             |

### 受賞
| カテゴリー | アバター   |
| ---------- | ---------- |
| 作品賞     | ノミネート |
| 監督賞     | ノミネート |
| 美術賞     | 受賞       |
| 撮影賞     | 受賞       |
| 編集賞     | ノミネート |
| 作曲賞     | ノミネート |
| 音響編集賞 | ノミネート |
| 録音賞     | ノミネート |
| 視覚効果賞 | 受賞       |

## コミック・ブック
2017年5月6日、ダークホースコミックスは『FCBD 2017』と題したフリーコミックデイのワンショットを掲載した。『James Cameron's Avatar/Briggs Land』と題し、アバターの世界を舞台にした短編小説『Brothers』を収録した。2019年1月から8月にかけて、ダークホースは『Avatar: Tsu'tey's Path』と題した6冊のミニシリーズを発行した      。『Tsu'tey's Path』は2019年11月27日にトレードペーパーバック形式で回収され、『Brothers』は付録として収録されている。 

## テーマパーク

### ウォルト・ディズニー・ワールド・リゾート
2017年、オーランド近郊のフロリダ州ベイレイクにあるウォルト・ディズニー・ワールド・リゾートのテーマパーク「ディズニー・アニマル・キングダム」内に、「パンドラ - ザ・ワールド・オブ・アバター」と名付けられたテーマランドがオープンした。 

### 東京ディズニーリゾート
2022年、東京ディズニーシー（東京ディズニーリゾート）内のロストリバーデルタに『アバター:ウェイ・オブ・ウォーター』の公開を記念し、アバターをテーマにしたフードとキャラクターの等身大のオブジェクトを設置した。 

### 上海ディズニーリゾート
2022年、上海ディズニーリゾートにアバターをテーマにした展示「アバター: EXPLORE PANDORA」を公開した。